# Celithemis
Genre
Celithemis  est un genre dans la famille des Libellulidae appartenant au sous-ordre des Anisoptères dans l'ordre des Odonates.Il comprend huit espèces en Amérique du Nord. Leur nom vernaculaire français est Célithème.

## Espèces du genreCelithemis
- Celithemis amanda Hagen, 1861
- Celithemis bertha Williamson, 1922
- Celithemis elisa Hagen, 1861 - Célithème indienne
- Celithemis eponina Drury, 1773 - Célithème géante
- Celithemis fasciata Kirby, 1889
- Celithemis martha Williamson, 1922
- Celithemis ornata Rambur, 1842
- Celithemis verna Pritchard, 1935